# Attila Góga
Attila Góga (* 26. Dezember 1981 in Gheorgheni) ist ein ehemaliger rumänischer Eishockeyspieler, der seit zuletzt bis zum November 2020 beim CS Progym Gheorgheni in der Rumänischen Eishockeyliga und der Ersten Liga spielte.

## Karriere

### Club
Attila Góga, der der ungarischsprachigen Minderheit der Szekler in Rumänien angehört, begann seine Karriere als Eishockeyspieler beim CS Progym in seiner Geburtsstadt, für den er bis 2008 in der Rumänischen Eishockeyliga antrat. Mit Gründung der MOL Liga, in der ungarische und rumänische Vereine spielen, wechselte Góga zum HC Csíkszereda. Mit dem Club aus Miercurea Ciuc wurde er auf Anhieb rumänischer Meister und gewann auch die neue MOL Liga. Nachdem der Club nach der Saison aus finanziellen Gründen aufgelöst worden war, zog es den Verteidiger zum ASC Corona Brașov. Aber bereits nach einem Jahr zog es ihn zurück nach Siebenbürgen und er wechselte zum HSC Csíkszereda, dem traditionellen Club der Szekler. Gleich in seinem ersten Jahr dort konnte er mit seiner Mannschaft die MOL Liga und den rumänischen Landespokal für sich entscheiden. Die rumänische Liga wurde vom HSC Csíkszereda ohnehin dominiert. 2014 gewann er mit seinem Team zum zweiten Mal den Pokalwettbewerb. Nach diesem Erfolg wechselte er zum CSM Dunărea Galați nahe der moldawischen Grenze, mit dem er 2015 und 2016 Landesmeister wurde. Im November 2017 kehrte er in seine Geburtsstadt zum CS Progym zurück, mit dem er seit 2018 auch an der Ersten Liga teilnahm. Im November 2020 beendete er seine Karriere.

### International
Góga spielt international im Gegensatz zu anderen Szeklern, die für Ungarn antreten, für sein Geburtsland Rumänien. Bereits im Juniorenbereich war er bei Weltmeisterschaften aktiv. Sein Debüt in der Herren-Nationalmannschaft gab er bei den Weltmeisterschaften der Division II 2001 und erreichte mit seinem Team beim in Bukarest ausgetragenen Turnier der Gruppe B den Aufstieg in die Division I. Seinen nächsten WM-Einsatz hatte er vier Jahre später in der Division I, konnte mit seiner Mannschaft aber den Abstieg nicht verhindern. Bereits bei der WM 2006 gelang den Rumänen der Titelgewinn in der Division II, zu dem Góga mit drei Toren und sieben Vorlagen beitrug, und damit der umgehende Wiederaufstieg. Aber auch WM 2007 reichte es für ihn und sein Team nicht zum Klassenerhalt in der Division I und so spielte Góga bei den Weltmeisterschaften 2008, 2010 und 2011 in der Division II. Nachdem beim Turnier 2011 der Wiederaufstieg gelungen war, trat er 2012 und 2013 mit Rumänien in der Division I der WM an. Nach dem Abstieg 2014, an dem er nicht beteiligt war, gelang ihm mit seiner Mannschaft bei der Weltmeisterschaft 2015 in der Division II der sofortige Wiederaufstieg, zu dem er als bester Verteidiger des Turniers und erfolgreichster Scorer unter den Defensivspielern maßgeblich mit beitrug. Bei der Weltmeisterschaft 2019 spielte er mit den Rumänen wieder in der Division I, als der Aufstieg von der B- in die A-Gruppe der Division gelang.
Außerdem spielte er für Rumänien bei den Qualifikationsturnieren für die Olympischen Winterspiele 2010 in Vancouver, 2014 in Sotschi, 2018 in Pyeongchang und 2022 in Peking.

## Erfolge und Auszeichnungen
- 2009 Rumänischer Meister mit dem HC Csíkszereda
- 2009 Sieger der MOL Liga mit dem HC Csíkszereda
- 2011 Rumänischer Pokalsieger mit dem HSC Csíkszereda
- 2011 Sieger der MOL Liga mit dem HSC Csíkszereda
- 2012 Rumänischer Meister mit dem HSC Csíkszereda
- 2013 Rumänischer Meister mit dem HSC Csíkszereda
- 2014 Rumänischer Pokalsieger mit dem HSC Csíkszereda
- 2015 Rumänischer Meister mit dem CSM Dunărea Galați
- 2016 Rumänischer Meister mit dem CSM Dunărea Galați

### International
- 2001 Aufstieg in die Division I bei der Weltmeisterschaft der Division II, Gruppe B
- 2006 Aufstieg in die Division I bei der Weltmeisterschaft der Division II, Gruppe A
- 2008 Aufstieg in die Division I bei der Weltmeisterschaft der Division II, Gruppe A
- 2011 Aufstieg in die Division I bei der Weltmeisterschaft der Division II, Gruppe B
- 2015 Aufstieg in die Division I, Gruppe B bei der Weltmeisterschaft der Division II, Gruppe A
- 2015 Bester Verteidiger bei der Weltmeisterschaft der Division II, Gruppe A
- 2019 Aufstieg in die Division I, Gruppe A bei der Weltmeisterschaft der Division I, Gruppe B

## MOL-Liga/Erste Liga-Statistik
(Stand: Ende der Saison 2020/21)